# Raionul Sorokîne, Luhansk
Sorokîne (în ucraineană Сорокинський район, transliterat: Sorokînskîi raion) este un raion în regiunea Luhansk, Ucraina. Reședința sa este așezarea de tip urban Sorokîne.

## Demografie
Componența lingvistică a raionului Sorokîne
     Rusă (72,32%)
     Ucraineană (27,26%)
     Alte limbi (0,19%)
Conform recensământului din 2001, majoritatea populației raionului Sorokîne era vorbitoare de rusă (72,32%), existând în minoritate și vorbitori de ucraineană (27,26%).